# 武智大輔
武智 大輔（たけち だいすけ、1965年5月29日 - ）は、日本の俳優、リポーター、司会者・MC、ナレーター。血液型O型。鳥取県出身。身長180cm、体重69kg。特技は水泳、剣道、殺陣、関西弁。

## 略歴
鳥取県出身。三重県で育つ。中学時代、ヤマハライトミュージックコンテストで入賞。ギタリストの水野隆に声をかけられ、10代でミュージシャンを目指し上京。元アイドルの結城大等に師事。ライブハウスを回り活動をしていたが、鳴かず飛ばずの末一旦帰郷。しかし、数年後再度上京し、俳優としてデビュー。当初は武智大の芸名で活動していたが、2002年に武智大輔に改名。息子は俳優の武田知大。妻は女子プロレスラーの渡辺智子。
デビュー当時、映像を中心に活躍したが、最近では舞台も意欲的に出演している。ファン層の幅も広く、知る人ぞ知るような支持を受けている。
渡辺裕之を「兄貴」と慕っていた。

## 主な出演作品

### 映画・Vシネマ
- 新・極道渡世の素敵な面々 女になった覚えはねぇ（1998年）
- 新宿やくざ狂犬伝（1999年）
- 日本極道史 龍神三兄弟（1999年）
- 借王 ナニワ相場師伝説（1999年）
- 新・極道渡世の素敵な面々 きりとりブルース（2000年）
- 雀狼伝2 必殺!亜空間殺法（2000年） - ナガワ
- さらば仁義（2000年）
- 新・GONIN（2000年）
- 安藤組外伝 掟（2000年）
- 終わりなき戦い（2000年）
- 実録 山陽道やくざ戦争 手打ち破り（2001年） - 二代目貴山会系吉良組津山支部幹部 中本明
- モウ翔ブ夢ハ見ナイ(2001年)
- 悪名 AKUMYOH(2001年）
- 実録・絶縁（2001年）
- 実録・大阪やくざ戦争 報復（2002年） - 三代目山王会谷健組健翔会副会長 柴田敬介
- 実録・史上最大の抗争 義絶状（2002年） - 丸和会直参 木原組幹部 趙哲一
- 天牌（2003年）
- 劇場版 首領への道（2003年）
- 実録・名古屋やくざ戦争 統一への道（2003年） - 三代目山王会城田組岩倉組組長 岩倉毅(仁笠剛の舎弟)
- 首領への道（2003年）
- 修羅の門（2004年）
- やくざの憲法・赤字破門（2004年）
- 実録・北海道やくざ戦争 逆縁（2003年）
- 実録 みちのく抗争 死守りの盃（2005年）
- 実録・北海道やくざ戦争 北海の挽歌（2005年）
- 誇り高き野望 2、3、6（2005年、2006年） - 堂本組若頭補佐 石下典全
- 風雲児〜長者番付に挑んだ男〜（2006年）
- 実録・九州やくざ抗争 誠への道（2006年）
- 新・セーラー服刑事（2007年）
- 野望への挑戦（2009年） - 刑事
- 日本統一25・26（2017年・2018年） - 八代目琉球会 比嘉組長
- 制覇17（2018年） - 鷲津企画代表 鷲津竜二

### 舞台
- 「五代夏子公演」
- 「サンタクロースの墓」（2001年）
- 「平手造酒 外伝」（2002年）
- 「ミラーマンになりたくて」（2004年）
- 「Akira's Live in 三茶倶楽部」(2004年）
- 踊るやくざシリーズアンコールシアターVol.2「極道夜想曲・II」(2006年）
- 踊るやくざシリーズアンコールシアターVol.3「YAKUZA-MAN」(2006年）
- 踊るやくざシリーズアンコールシアターVol.4「極道シェイクスピア〜ロミオVSジュリエット最期の闘い」(2007年）
- 「ぞめきの消えた夏」（2007年）
- 踊るやくざシリーズアンコールシアターVol.5「極道たちの校歌II」（2007年）
- 「飛行機雲2007」（2007年）
- 踊るやくざシリーズ第二章「極道行脚夢戦」(2007年)
- 「聖この夜〜井の頭公園の奇跡〜」(2007年)
- 踊るやくざシリーズ外伝「極楽とんぼの終わらない明日」(2008年)
- 「ぞめきの消えた夏」（2008年）
- 「飛行機雲2008」（2008年）
- 踊るやくざシリーズ第二章「極道LIVE」(2008年)
- 「遠き日の落球 2024』あの時から続いているから今なんだ…」（2024年）[2]

### ラジオ
- 「大と武志のドリームロード」パーソナリティ
2007年4月 - 9月、日曜 4:15 - 4:30 126chコミュニティーFMチャンネル全国43局ネット
- 「武智大輔のドリームロード」パーソナリティ
2007年10月 - 、日曜 4:15 - 4:30 126chコミュニティーFMチャンネル全国62局ネット